# Groß Luckow
Groß Luckow er en by og kommune i det nordøstlige Tyskland, beliggende i Amt Uecker-Randow-Tal i den sydøstlige del af Landkreis Vorpommern-Greifswald. Landkreis Vorpommern-Greifswald ligger i delstaten Mecklenburg-Vorpommern.

## Geografi
Groß Luckow er beliggende ved grænsen til delstaten Brandenburg i et bølget morænelandskab præget af landbrug. Den ligger tolv kilometer fra Pasewalk, der er beliggende mod øst, og ca. otte kilometer fra Strasburg (Uckermark) der ligger mod sydvest. Ved den vestlige kommunegrænse (og delstatsgrænsen) ligger søen Demenzsee. Motorvejen A 20 (Ostseeautobahn) krydser den sydlige del af kommunen.

## Eksterne kilder og henvisninger
- Wikimedia Commons har flere filer relateret til Groß Luckow
- Kommunens side på amtets websted
- Befolkningsstatistik mm Arkiveret 16. august 2016 hos  Wayback Machine
- Groß Luckow i Album Mecklenburgischer Schlösser und Landgüter